# Universitätsbibliothek Braunschweig
Koordinaten: 52° 16′ 26″ N, 10° 31′ 45″ O
Die Universitätsbibliothek Braunschweig ist die Universitätsbibliothek der Technischen Universität Braunschweig.

## Geschichte
Sie wurde 1748 als Bibliothek des Collegium Carolinum gegründet und ist damit die älteste Bibliothek einer Technischen Universität bzw. Technischen Hochschule in Deutschland. Ihr historischer Kern entstammt der berühmten Blankenburger Bibliothek des Herzogs Ludwig Rudolf. Nach zögerlichem Wachstum wurde sie Mitte der 1960er Jahre zur größten Bibliothek in der Region ausgebaut und modernisiert.

## Aufgaben und Bestand
Die Universitätsbibliothek Braunschweig versorgt die Technische Universität Braunschweig mit Literatur, Medien und Informationen, ist
zentraler Lernort für die Studierenden, vermittelt Schlüsselqualifikationen, berät und unterstützt Wissenschaftler beim Forschungsdatenmanagement und beim Open-Access-Publizieren und sichert analoges und digitales kulturelles Erbe langfristig für die Nachwelt. Sie dient der Literaturversorgung von Schulen, insbesondere in den mathematisch-naturwissenschaftlichen Fächern, ermöglicht Citizen Science und bereichert mit Ausstellungen und Vorträgen die kulturelle Vielfalt auf dem Campus und in der Stadt. Darüber hinaus betreibt sie das lokale EDV-System und ist zugleich die Bibliothek der Braunschweigischen Wissenschaftlichen Gesellschaft (BWG).
Der Bestand umfasst ca. 2,8 Mio. Medien (E-Medien und Print-Bestand), über 177.000 Normen und Mikroformen, 119.000 Autographen. Neben ca. 800 gedruckten laufende Zeitschriften stehen über 53.000 elektronische Zeitschriften im Volltext zur Verfügung.
Die Universitätsbibliothek Braunschweig betreut den Fachinformationsdienst Pharmazie. Dieser bietet elektronischen Zugriff auf umfangreiche pharmazeutische Spezialliteratur und wird seit 2015 von der Deutschen Forschungsgemeinschaft (DFG) gefördert. Die UB besitzt die größte Sammlung pharmazeutischer Literatur in Deutschland bzw. Mitteleuropa. Diese wurde im Rahmen des Sondersammelgebietes Pharmazie aufgebaut, das von 1949 bis 2014 von ebenfalls von der DFG gefördert wurde.
Mit LeoPARD (Braunschweig Publications And Research Data) betreibt die Universitätsbibliothek Braunschweig den zentralen Publikationsserver der TU Braunschweig und das Repositorium für den Wissenschaftsstandort Braunschweig. LeoPARD ist seit 2022 DINI zertifiziert und bietet etwa 28.000 Dokumente im Open Access an (Stand 12. Dezember 2024).

## Leitende Bibliothekare, Direktoren und Direktorinnen der Bibliothek
Von ihrer Gründung 1748 bis 1945 hatte die Bibliothek des Collegium Carolinum und ihrer Nachfolgeeinrichtungen 12 leitende Bibliothekare.
| Amtszeit         | Name                                                                      |
| ---------------- | ------------------------------------------------------------------------- |
| 1748 bis 1760    | Johann Wilhelm Seidler                                                    |
| 1761 bis 1764    | Gottfried Leonhard Baudis der Jüngere                                     |
| 1764 bis 1769    | Johann Christoph Friedrich Heise                                          |
| 1770 bis 1782    | Johann Friedrich Tünzel                                                   |
| 1782 bis 1808    | Johann Joachim Eschenburg                                                 |
| 1808 bis 1813    | Auflösung des Collegium Carolinum und Umwandlung in eine Militärakademie. |
| 1813 bis 1820    | Johann Joachim Eschenburg                                                 |
| 1823 bis 1863    | Julius Levin Ulrich Dedekind                                              |
| 1863/64 bis 1870 | Johann Heinrich Blasius                                                   |
| 1870 bis 1880    | Georg Querfurth                                                           |
| 1880 bis 1895    | Athe Huisken                                                              |
| 1895 bis 1910    | Friedrich Brunner                                                         |
| 1911 bis 1938    | Kurt Hinrichs                                                             |
| 1939 bis 1945    | Ernst Bergfeld                                                            |
| 1946 bis 1967    | Fritz Meyen                                                               |
| 1967 bis 1987    | Josef Daum                                                                |
| 1987 bis 2013    | Dietmar Brandes                                                           |
| 2014 bis 2022    | Katrin Stump                                                              |
| ab 2022          | Robert Strötgen                                                           |